# ユーリー・ヤロスラヴィチ (ムーロム公)
ユーリー・ヤロスラヴィチ（ロシア語: Юрий Ярославич、? - 1143年）は、キエフ大公スヴャトスラフ2世の孫、ヤロスラフ・スヴャトスラヴィチの子にあたる人物である。ムーロム公：1129年 - 1143年。
1129年に父が死んだ後、ユーリーは長男としてムーロム公の座に就いた。1143年にユーリーが死ぬと、ムーロム公の位はリャザン公スヴャトスラフへ、リャザン公の位はプロンスク公ロスチスラフへと移った（両人ともユーリーの兄弟）。
妻子に関しては不明である。